# Batalha de Trípoli (2018)
A batalha de Trípoli ocorreu durante a Segunda Guerra Civil Líbia entre as diferentes milícias pelo controle da cidade de Trípoli.
Os confrontos iniciais duraram de 27 de agosto  até um cessar-fogo em 29 de agosto  mas foram revigorados em 20 de setembro, quando a Brigada Al-Summod, liderada por Salah Badi (depois de regressar da Turquia e dar inicio a reivindicações para tomar Trípoli), declarou ter tomado o acampamento de Hamza, em Mashroa Al-Hadba, no sul de Trípoli, após expulsar as "Milícias Ghiniwa", quebrando o cessar-fogo patrocinado pela ONU. 
Durante os confrontos de 3 de setembro, foi relatado que 400 prisioneiros escaparam da prisão de Ain Zara como resultado da violência.  Em 20 de setembro, os confrontos na cidade causaram o fechamento do aeroporto. A UNSMIL divulgou um comunicado condenando as renovadas hostilidades e solicitou um cessar-fogo imediato. Durante os confrontos em torno do aeroporto e bairros no sul de Trípoli, o bombardeio danificou a infraestrutura de eletricidade.